# Jean-Baptiste Cartier
Jean-Baptiste Cartier (Avinyó (Valclusa), 28 de maig de 1765 - París, 1841) fou un violinista, pedagog del violí i compositor francès.
Fou deixeble de Viotti, i durant algun temps professor de violí de la capella particular de Maria Antonieta, figurant més tard, durant trenta anys, en la Gran Òpera, en la capella de Napoleó, en la de Lluís XVIII i Carles X.
Se li deuen diversos volums de variacions per a violí, estudis, sonates, duos, etc., dues òperes i una notable col·lecció d'obres antigues per a violí, titulada L'art du violon (París, 1798).